# Kagamino
Kagamino (鏡野町?) è una cittadina giapponese della prefettura di Okayama.